# 備長炭 (漫畫)
《備長炭》是由Alchemist企劃，把備長炭萌擬人化後的作品。原作作者及人物設定為江草天仁，於2003年推出日本漫畫，單行本全4卷。2006年改編為12集的電視動畫，並於2006年和2007年各推出廣播劇CD和遊戲。劇中登場的人物的名稱皆與「炭」有關。

## 登場人物
- 備長炭（びんちょうタン）（日：野中藍；台：林美秀）

生日是5月7日。沒有雙親，獨自一人遠離人群住在深山裡的小女孩。雖然物質環境並不豐裕，卻能優閒地享受著大自然生活。不過，因為小時候曾和梅婆婆住在一起，梅婆婆過世後偶爾會感到孤獨寂寞。身上穿的和服便是梅婆婆過去親手做給她的。備長炭最喜歡白米飯了，有時因為沒米了而必需得上街找工作。頭頂上的備長炭可用於淨化水質、放於飯鍋內煮飯，或是置於鞋櫃中除臭。
- 柞炭（日：野川櫻；台：楊玆珺）

生日是1月19日。有錢人家的獨生女。但由於周圍對她的過度保護，使她除了上學以外，無法踏出家門一步。最喜歡的事物是花朵，最討厭體型大的昆蟲。由於生長的世界不同，讓她無法融入班上同學的群體之中，導致一個朋友都沒有。不過卻能超越身份，和不是同學的備長炭成為好朋友。
- 竹炭（日：門脇舞以；台：雷碧文）

她是藥師見習生，平常最喜歡做發明，卻也因為這些發明為她帶來倒楣事。平常非常活潑有精神，但卻怕黑、怕鬼，也怕肚子餓，一旦如此便整個人沒勁。此外，除了工作時間以外總和竹林（ちくリン）在一起，是個很會照顧人的好孩子，也是備長炭第一個遇見的好朋友。生日是8月24日。
- 竹林（日：福圓美里；台：楊玆珺）

竹炭的妹妹，常模仿竹炭的行為，也和竹炭一樣是個活潑健康的小女孩。生日是8月6日。
- 桉樹炭（ユーカリたん）（日：中原麻衣）

個性沉著穩靜，頭上總帶著一隻無尾熊。因為家裡兄弟姐妹眾多，得靠她來苦撐家計。平常在快餐店裡打工，不過偶爾會搞砸一些事情。來自遙遠的國度，所以說話時常表達得不清不楚。生日是10月6日。(在動畫中並沒有正式登場)
根據作者表示，她是出現和本篇不同的故事當中，另有一篇以她為主角，敘述她整個大家庭的故事。
- 蘆薈（日：齋藤桃子；台：李悅寧）

一個生長在普通家庭裡的普通女孩。學校考試常拿50分，抽籤時也總抽到中吉，不管做什麼都很普通。但和常人相比，這也是最不普通的一點。最喜歡做的事是游泳。曾因中暑而昏倒，被路過的竹炭所救。她的頭髮總是堅銳地往上翹，可以輕易地割破充氣泳池或信封。生日是6月15日。
其實本來沒有預定要讓蘆薈成為備長炭的朋友，是因為從同人誌中的彩頁誤印開始，造成後來也成為轉蛋人物中的一員，從此身份升格。
- 煉炭（日：佐藤利奈；台：李明幸）

或許是因為爺爺是神社住持的緣故，使她無論是直覺或是籤運都比其他人還強。最喜歡爺爺的木魚，常把它帶出寺外。也很喜歡吃甜點屋鱈屋的丸子。生日是2月10日。
- 栓皮櫟（アベマキ）（日：釘宮理惠）

柞炭的表姐（妹）。生日是3月30日。
- 旁白大姊姊（ナレーションのおねえタン）（日：井上喜久子；台：李明幸）

旁白。在廣播劇CD當中，竹林為了「發明」而造訪的章節中，有直接參與當中的世界。
- 飄飄餅（プカシュー）（日：松來未祐；台：楊玆珺）

電視動畫裡的人氣角色，連備長炭也相當地迷。
たまかえる
圓滾滾胖嘟嘟的青蛙，也是備長炭喜好的角色。
- オーク氏（日：立木文彥；台：林谷珍）

柞炭的爸爸，有懼高症。
櫻媽媽（サクラお母さん）
柞炭的媽媽，因病而導致視力變差，並遠離人群過著療養生活。橡木炭之所以在上學的路上隨身帶著炭(原作設定上是當地小孩子的風俗習慣)，也是因為她的期望。和柞炭間常有書信往來。
- 隅田爺爺（スダじい）（日：西村知道；台：林谷珍）

柞炭家的管家。
しゅろ和尚
煉炭的爺爺，カラス山(烏鴉山?)上「もみ寺」的住持，和さかき神主之間水火不容。
さかき神主
煉炭的外公，もみ寺旁的しょうが神社的住持，對煉炭的溺愛程度不輸給しゅろ和尚，而這也是兩人間吵架的原因之一。
- 小幸

紀州犬。本來是一隻流浪狗，備長炭和竹炭擔心牠會被抓去衛生所，於是決定飼養牠。
チシャノキ先生
柞炭學校裡的老師。
- 真竹爺爺（マダケじいちゃん）（日：緒方賢一）

竹炭姊妹的爺爺，是位藥師。
- 梅婆婆（うめばあちゃん）

收留備長炭並為之起名的老婆婆，總是很慈祥的照顧備長炭，也是備長炭心目中最重要的人，在一次外出工作時病倒過世，刻苦耐勞、堅強的性格影響備長炭極深。
百合媽媽（ゆりお母さん）
蘆薈的媽媽。
そてつお父さん
蘆薈的爸爸。
あめふらし
雨天出現的四腳生物，和備長炭似乎也是好朋友，與海生動物海兔(アメフラシ)無關係。
ウバメガ氏
定期會幫備長炭送來備長炭的神秘人物。真面目仍是個迷。
アリビア
尤加利炭頭上的無尾熊。在她工作時，會先暫時爬到一旁的柱子上。
悪いびん
在本篇中沒出現，在「備長炭的工作」單元裡，以壞品質的備長炭的身份出現。不但蹲著抽菸，連態度也很糟糕。和好品質的備長炭是完全相反的角色。

## 出版書籍
於Mag Garden刊載發行。
単行本
第壹巻
通常版 - 2006年2月26日初版發行 ISBN 978-4-86127-231-8
お仕事マスコット付き初回限定版 - ISBN 978-4-86127-223-3
第貳巻
通常版 - 2007年3月30日發售 ISBN 978-4-86127-373-5
フィギュア付き初回限定版 - 2007年3月8日発売 ISBN 978-4-86127-329-2
第參巻
通常版 - 2008年3月10日發售 ISBN 978-4-86127-480-0
フィギュア付き初回限定版 - 2008年3月10日発売 ISBN 978-4-86127-452-7
第四巻
通常版 - 2009年2月10日初版發行 ISBN 978-4861275876
ミニ画集付き初回限定版 - ISBN 978-4861275357

## 電視動畫

### 製作人員
- 原作：江草天仁
- 連載：月刊コミックブレイド
- 企画：余田光隆 (TBS電視台) 、川城和実（萬代影視）、浦野重信（アルケミスト）、安田正樹（ムービック）、上玉利純宏（Frontier Works）
- 監督、系列構成：古橋一浩
- 人物設計、総作画監督：斎藤哲人
- 美術監督：伊東和宏
- 色彩設計：松本真司
- 攝影監督：川口正幸
- 編集：松村正宏
- 音樂：岩崎琢
- 音樂制作：Frontier Works、オンザラン
- 音樂製片人：吉川明（Frontier Works）、櫻井優香
- 音響監督：平光琢也
- 音響制作：広瀬洋子（ザックプロモーション）、八木沼智彦（ザックプロモーション）
- 宣伝：田中瑞穂（TBS電視台）、齋木美香
- 製片人：中山佳久（TBS電視台）、大河原健（萬代影視）、永田一大（アルケミスト）、太布尚弘（ムービック）、シバタミツテル（Frontier Works）、松田桂一（Studio DEEN）
- 動畫制作：Studio DEEN
- 製作協助：萬代影視、アルケミスト、ムービック、Frontier Works
- 製作：びんちょうタン製作委員会、TBS電視台

### 主題曲
- 片頭曲：『いろは』

作詞、作曲：rino，編曲：大久保薫，演唱：CooRie
- 片尾曲：『びんちょう音頭』

作詞：江草天仁，作曲：今川靜也（LOOPCUBE），編曲：岡崎雄二郎，演唱：門脇舞

### 各話列表
※第10集至第12集由MBS播放。
| 集数 | 標題（中文翻譯）         | 標題（日文原文）         |
| ---- | ------------------------ | ------------------------ |
| 01   | 春之甦醒                 | 春のお目ざめびん         |
| 02   | 找到工作了               | お仕事げっとびん         |
| 03   | 小備的生日               | びんのお誕生びん         |
| 04   | 下雨的星期天             | 雨の日曜びん             |
| 05   | 和服的腰帶               | 着物のおもひでびん       |
| 06   | 夜晚的工作               | 夜のおつとめびん         |
| 07   | 彈珠汽水和蘋果糖         | ラムネとりんごあめびん   |
| 08   | 拍拍手之歌               | むすんでひらいてびん     |
| 09   | 黏了一隻甲蟲             | クワガタついてるびん     |
| 10   | 地瓜成熟的季節           | おイモの季節びん         |
| 11   | 初雪,初次穿雪橇,初次飛行 | 初雪、初ぞり、初飛行びん |
| 12   | 寫給天空的信             | お空にお手紙びん         |

### 播放電視台
| 放送地域   | 放送局        | 放送期間                | 放送日時                                    | 放送系列       | 備註                                  |
| ---------- | ------------- | ----------------------- | ------------------------------------------- | -------------- | ------------------------------------- |
| 關東廣域圈 | TBS電視台     | 2006年2月2日 - 3月30日  | 星期四 25:55 - 26:10                        | TBS系列        | 製作台                                |
| 日本全國   | BS-i          | 2006年2月9日 - 4月6日   | 星期四 25:00 - 25:15                        | TBS系列 BS放送 |                                       |
| 近畿廣域圈 | 毎日放送      | 2006年3月11日 - 4月15日 | 星期六 26:55 - 27:25                        | TBS系列        |                                       |
| 日本全國   | TBSチャンネル | 2007年3月27日 - 3月31日 | 星期二 - 星期六 25:00 - 25:15 25:30 - 25:45 | CS放送         | 一天播放2集 不播放第10集至第12集      |
| 日本全國   | AT-X          | 2010年6月22日 - 7月27日 | 星期二 10:30 - 11:00                        | CS放送         | 有重播 連續播放2集 播放第10集至第12集 |

## 外部連結
- アルケミスト内「びんちょうタン」（日語）
- EXA'S PICATA（江草天仁氏官方網站）（日語）
- TBSアニメーション「びんちょうタン」公式HP （页面存档备份，存于）（日語）
- ゲームソフト「びんちょうタン しあわせ暦」公式HP（日語）
- 備長炭 （页面存档备份，存于）電視動畫在動畫新聞網百科全書上的資料（英文）